# Skjolden

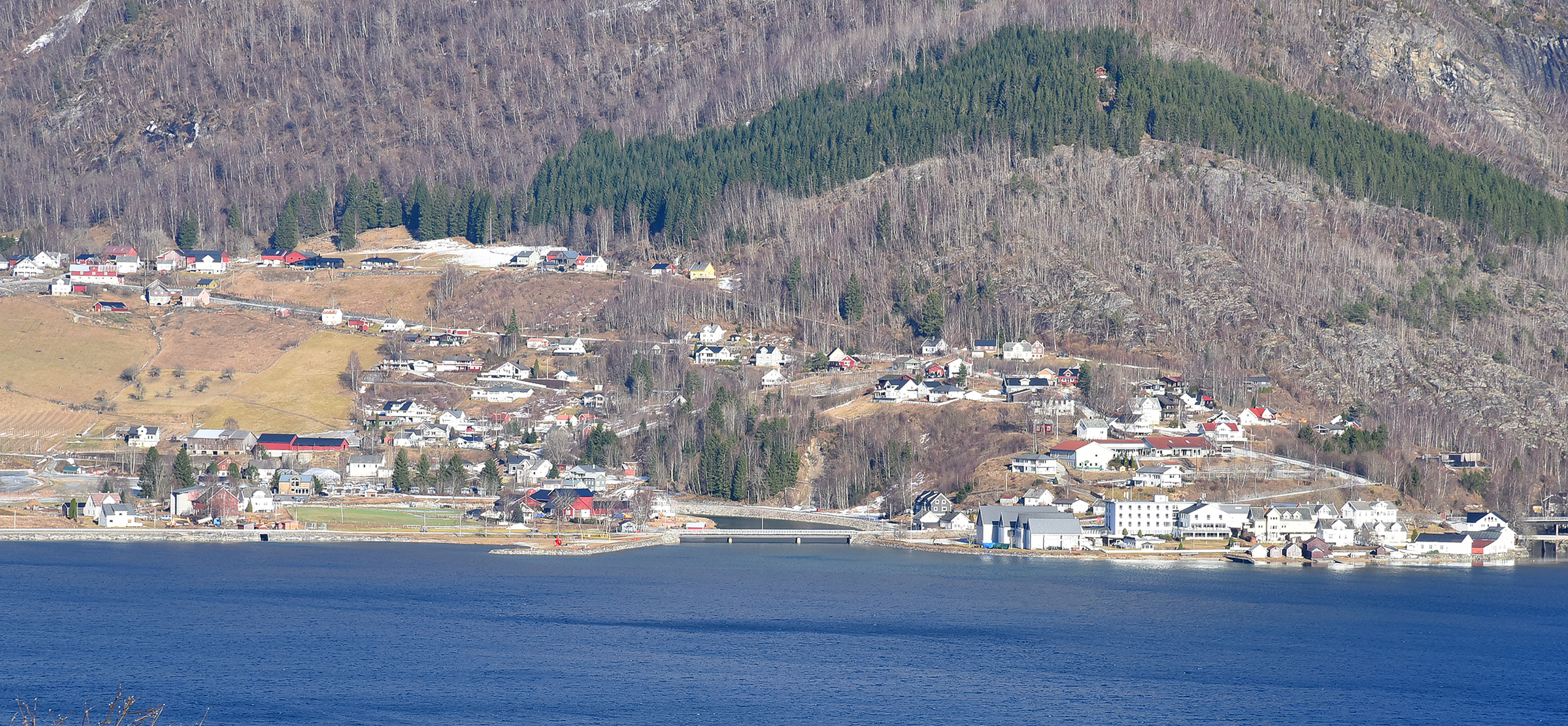
Noruega, Skjolden, març 2024. Foto Vadim Chuprina

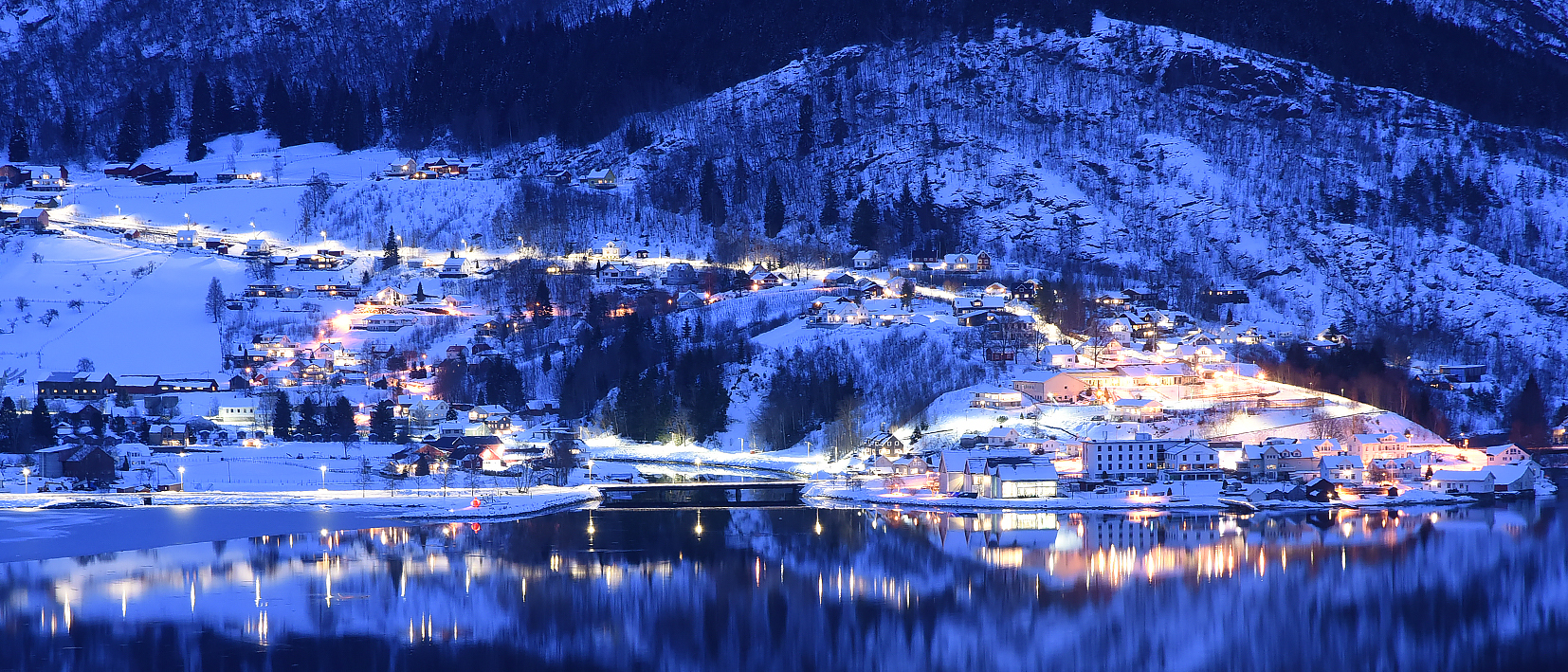
Noruega, Skjolden, febrer 2024. Foto Vadim Chuprina

Skjolden és una població situada al municipi de Luster, al comtat Sogn og Fjordane, Noruega. Està ubicat al final del Lustrafjorden, que al seu torn és una branca del fiord més gran de Noruega, el Sognefjorden. Les valls de Mørkridsdal i Fortunsdal s'ajunten a Skjolden, just a l'oest de les muntanyes Hurrungane. A Skjolden hi viuen unes 200 persones.
El poble està situat a la carretera de Sognefjellsvegen, a uns 20 quilòmetres a l'oest del llac Prestesteinsvatnet i la muntanya Fannaråki. Skjolden es troba a uns 25 quilòmetres al nord-est del centre municipal de Gaupne i a uns 35 quilòmetres al nord-est de Hafslo. Al nord del poble s'hi troba el Parc Nacional de Breheimen, llar de les glaceres Harbardsbreen i Spørteggbreen, i la muntanya Tverrådalskyrkja.

## Residents famosos
- Ludwig Wittgenstein hi va viure entre el 1913 i el 1914.

## Galeria fotogràfica

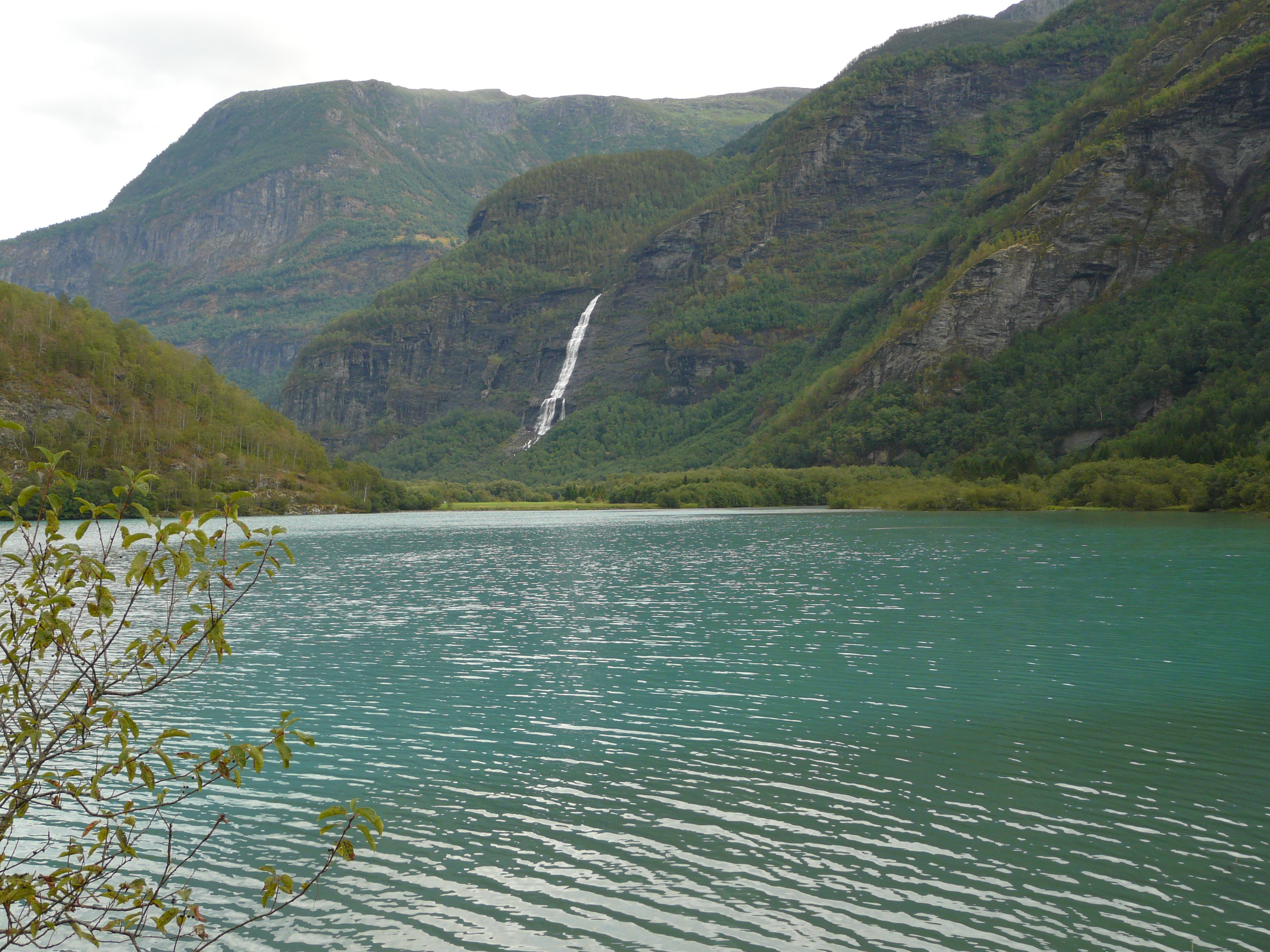
Vista de Vassbakken
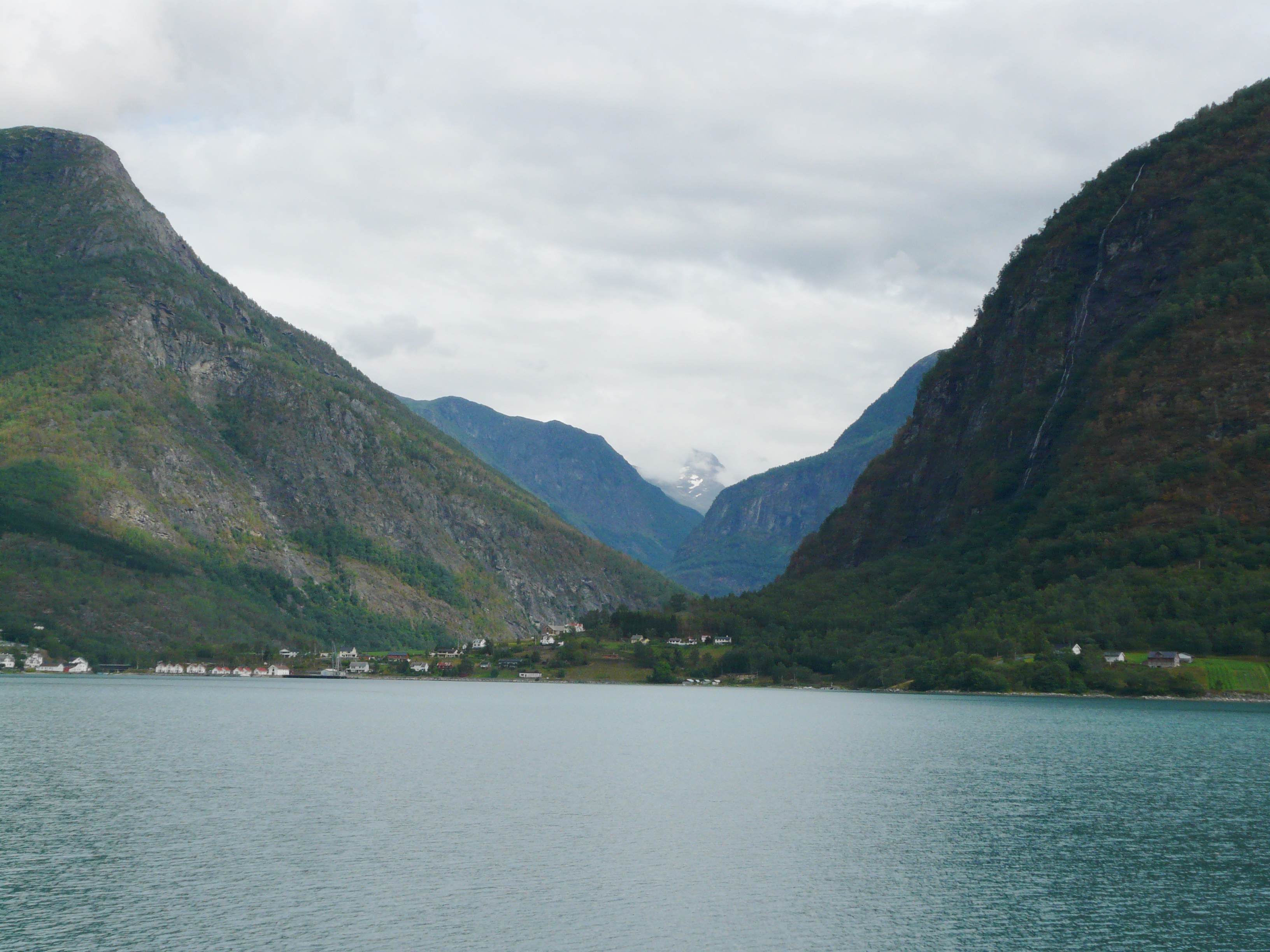
Skjolden
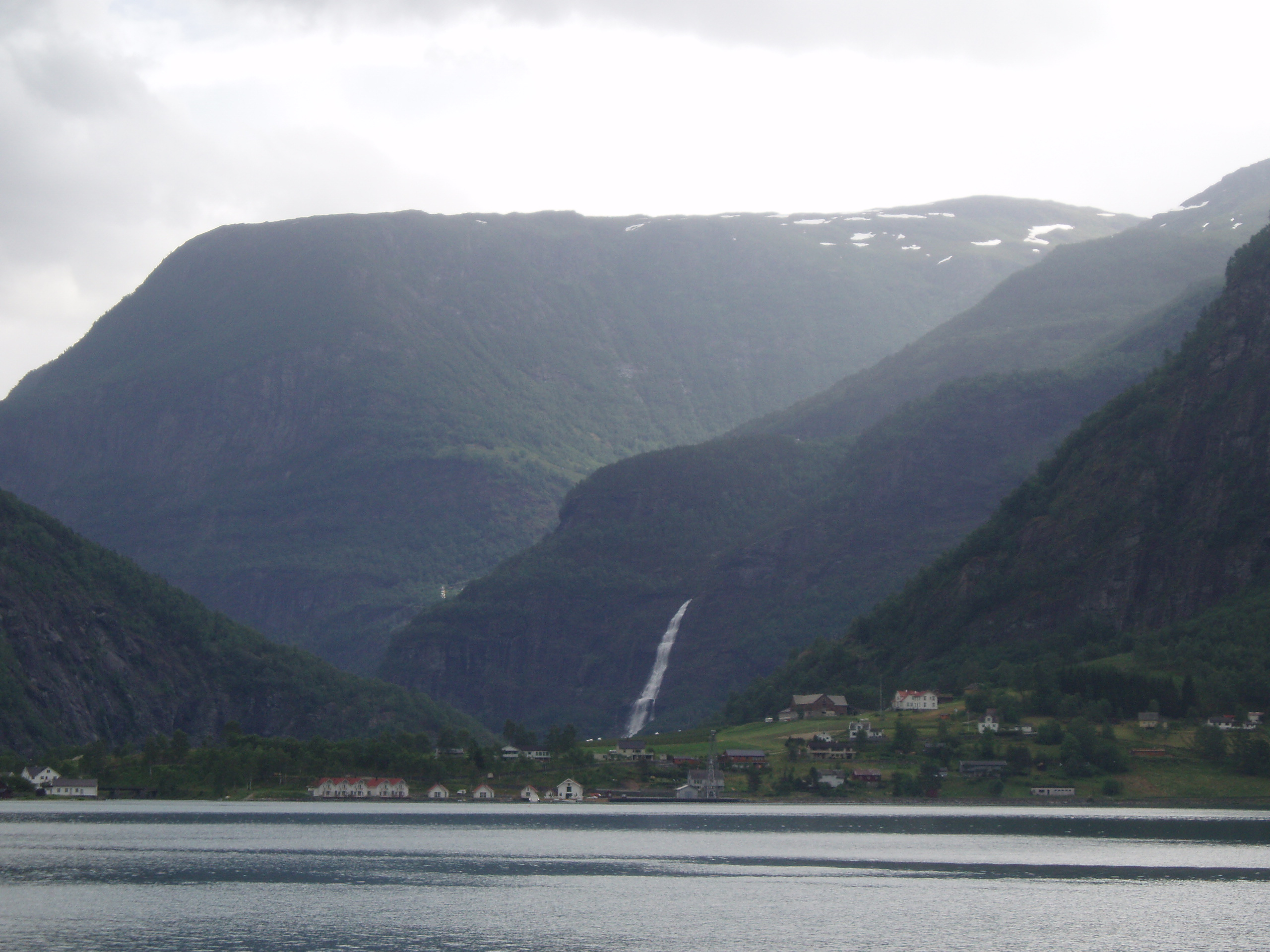
Vista amb salt d'aigua
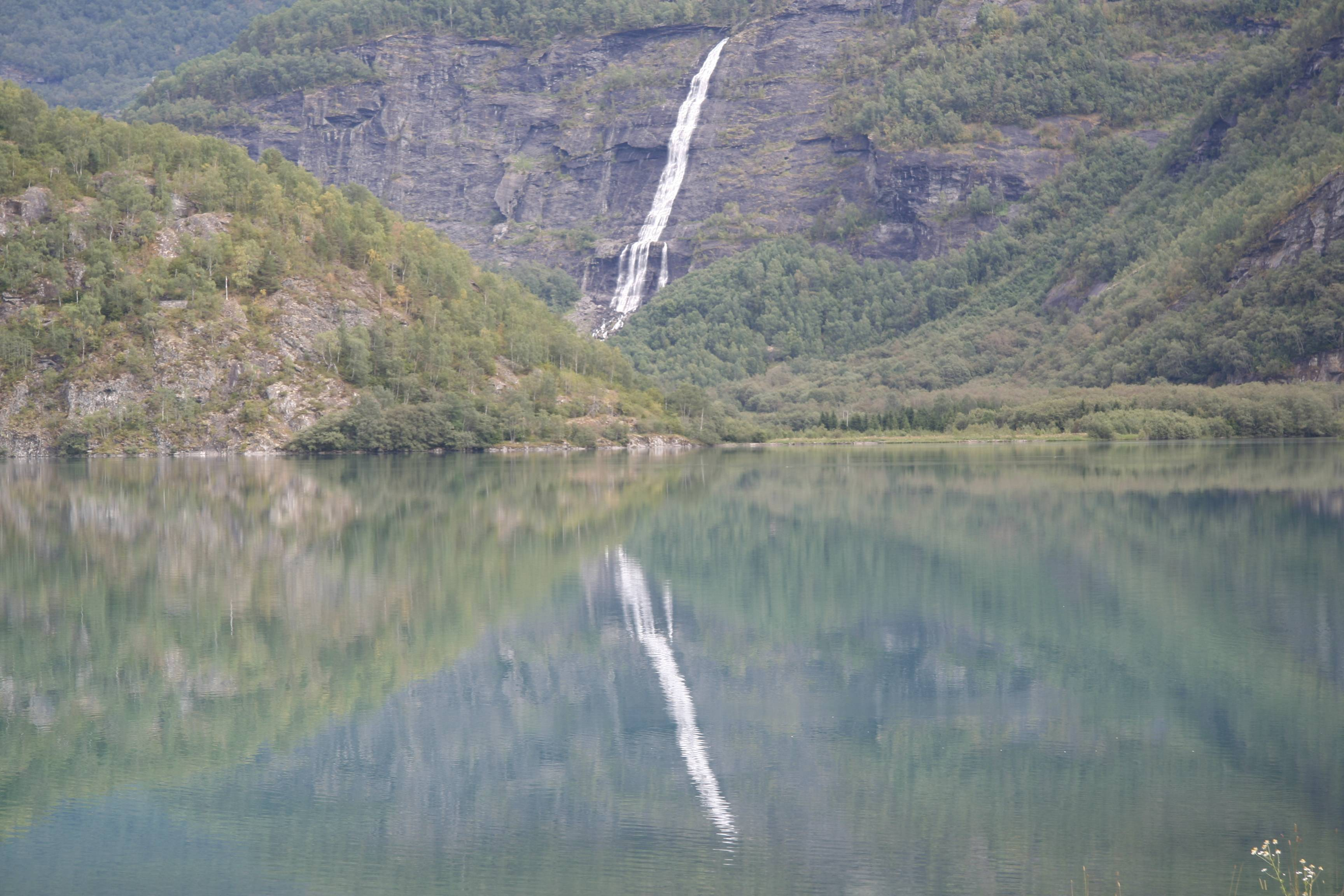
Cabana usada per Ludwig Wittgenstein